# Ctenocompa perlucescens
Ctenocompa perlucescens är en fjärilsart som beskrevs av Edward Meyrick 1927. Ctenocompa perlucescens ingår i släktet Ctenocompa och familjen säckspinnare. Inga underarter finns listade i Catalogue of Life.